# Église Saint-Gangoulf de Guessling-Hémering
 (mai 2013).
Si vous disposez d'ouvrages ou d'articles de référence ou si vous connaissez des sites web de qualité traitant du thème abordé ici, merci de compléter l'article en donnant les références utiles à sa vérifiabilité et en les liant à la section « Notes et références ».
L’église Saint-Gangoulf est un édifice de culte catholique dédié à Gangolf d'Avallon, saint patron de la paroisse de Guessling-Hémering en Moselle.

## Histoire
L’église actuelle remplace une première église érigée en 1690 dans l’enceinte de l’ancien cimetière de Guessling. Certains repères permettent encore d’identifier son emplacement. Un vicaire résident administre cette paroisse de l’archiprêtré de Morhange depuis 1730.
Une nouvelle église est construite en 1848. Bien qu’inachevée, elle est bénite en 1850 par l’évêque de Metz Mgr Dupont des Loges.

## Mobilier

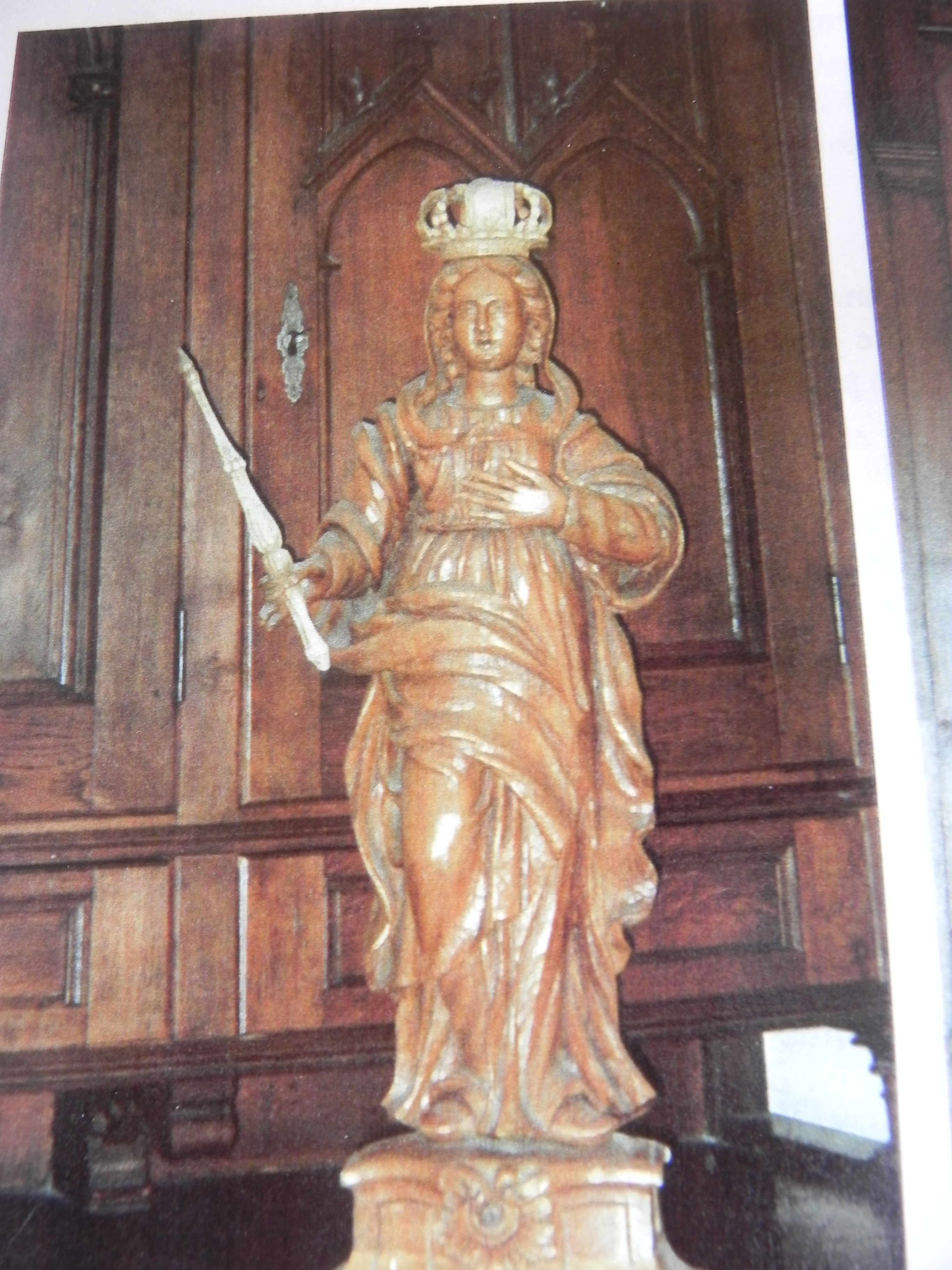
Statue de la Vierge Marie.

La paroisse possède une très belle statue de la Vierge, en bois, datant du XVIIe siècle. Il existe également une statue de saint Gangoulf, en bois, datant du XVIIIe siècle, de même qu’une statue de saint Jean-Baptiste de la même époque. Le mobilier de l’église, principalement deux confessionnaux et un buffet d’orgue, date du XIXe siècle.

## Cloches
Avant la guerre de 1914-1918, l’église de Guessling possédait trois cloches ; elles furent confisquées par les Allemands et servirent de matériaux pour équiper leurs canons. L’histoire approximative  de ces  cloches remonte à 1848, date de la construction de l’église. Elle est plus précise à partir de 1917 ; la plus grosse de ces cloches était datée de 1861.
En 1925, sous la férule de l’abbé Schwartz, curé de la paroisse, et avec le soutien des habitants, quatre nouvelles cloches furent commandées auprès de la fonderie d’Annecy :
- la première cloche (DO) avait une face à l’effigie du Sacré Cœur et une face à l’effigie du Christ, avec les armes de S.S.Pie XI. Son poids était de 2 091,5 kg
- la deuxième cloche (RÉ dièse) pesait 1 220 kg. Elle était  à l’effigie de la Sainte Vierge et du Christ. Elle porte les armes de Mgr Pelt.
- la troisième cloche (FA dièse) était à l’effigie de saint Gangoulf (Quam Gangulphe…), un saint martyr et à l’effigie du Christ. Elle a été dédiée, par la commune, au saint patron et elle portait les inscriptions suivantes « MM. Nicolas Thirion, curé, J.N. Muller maire, J-Pierre Kleck adjoint et P. Richard instituteur ». Elle portait les armes de Jeanne d’Arc et pèse 876,5 kg.

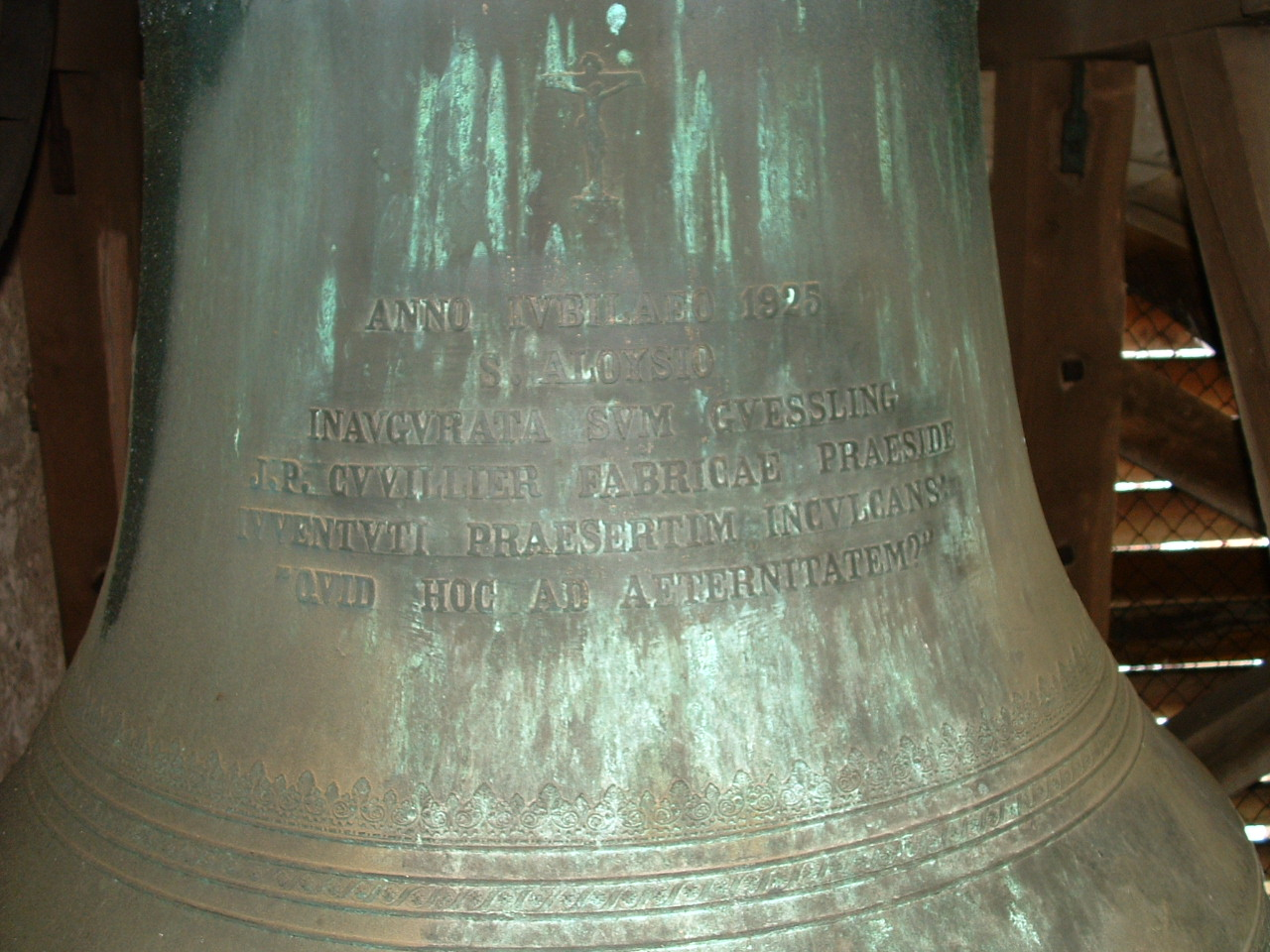
Quatrième cloche de 1925

- la quatrième cloche (SOL dièse), d’un poids de 592 kg, est à l’effigie de saint Louis de Gonzague (patron du Petit Séminaire de Montigny-lès-Metz) et du Christ. Un lis est son arme. Elle porte cette inscription : « Anno Jubilaeo S.Aloysio 1925 Inaugurata Sum Guessling J.P. Cuvillier Fabricae Praeside Inventuti Praesertim Inculcansi Quid Hoc Ad Aeternitatem ». Cette cloche existe encore ; elle est installée à l’un des deux niveaux de suspension des quatre cloches qui annoncent par leur carillon les différents événements et offices religieux de la paroisse.

Les péripéties de la Seconde Guerre mondiale ont fait que trois de ces quatre cloches ont disparu. La légende dit qu’elles auraient été enfouies dans une des mardelles de la forêt de Guessling-Hémering, dite « das Glockenmärtel », pour éviter qu’elles ne soient saisies par les Allemands en guise de matériau pour la fabrication de canons. Cette histoire est surprenante ; les anciens auraient dû en être les témoins.
Toujours est-il que l’abbé Édouard Robin, curé de la paroisse, passa commande de trois nouvelles cloches en 1948 : une cloche DO dièse de 2 030 kg, une cloche MI de 1 165 kg et une cloche FA dièse de 830 kg. La facture a été établie à Annecy-Le-Vieux le 19 octobre 1948 pour un total de 954.681 francs, monnaie de l’époque.

## Personnalités liées à la paroisse
Le cardinal Bernardin Gantin, préfet des évêques puis doyen des cardinaux avant Joseph Ratzinger, fut l’ami de la paroisse. Sa dernière visite date de 1999 où il séjourne une semaine chez M. et Mme Bernard Cuvillier qui lui étaient proches.